# Baron Napier of Magdala

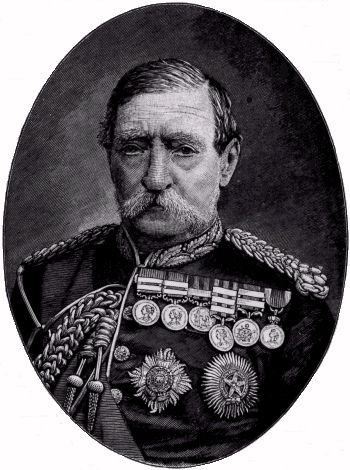
Robert Cornelis Napier, 1. Baron Napier of Magdala

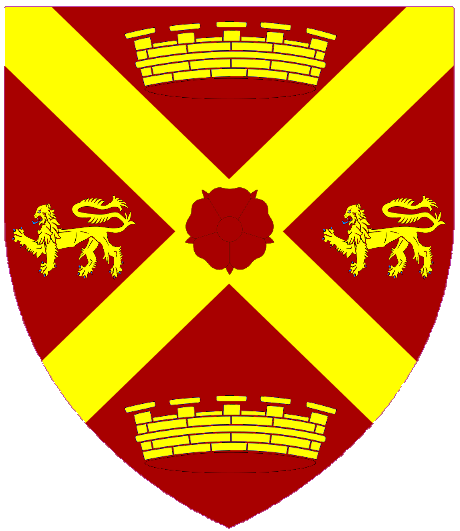
Wappen der Barone Napier of Magdala

Baron Napier of Magdãla, in Abyssinia and of Caryngton in the County Palatine of Chester, ist ein erblicher britischer Adelstitel in der Peerage of the United Kingdom.

## Verleihung
Der Titel wurde am 17. Juli 1868 dem Kolonialoffizier Sir Robert Cornelis Napier verliehen. Dieser hatte sich bereits in mehreren Kolonialkriegen ausgezeichnet, wurde zum Oberbefehlshaber der Britischen Äthiopienexpedition von 1868 und hatte am 13. April 1868 in der Schlacht um Magdala den Kaiser Theodor II. von Äthiopien besiegt. Die territoriale Widmung des Titels bezieht sich auf diesen Sieg. Napier wurde später Oberbefehlshaber der British Indian Army sowie Gouverneur von Gibraltar. 1882 wurde er zum Feldmarschall befördert.
Heutiger Titelinhaber ist seit 1987 dessen Urenkel Robert Alan Napier als 6. Baron.

## Liste der Barone Napier of Magdãla (1868)
- Robert Cornelis Napier, 1. Baron Napier of Magdala (1810–1890)
- Robert William Napier, 2. Baron Napier of Magdala (1845–1921)
- James Pearse Napier, 3. Baron Napier of Magdala (1849–1935)
- Edward Herbert Scott Napier, 4. Baron Napier of Magdala (1861–1948)
- John Napier, 5. Baron Napier of Magdala (1904–1987)
- Robert Alan Napier, 6. Baron Napier of Magdala (* 1940)

Voraussichtlicher Titelerbe (Heir apparent) ist der Sohn des aktuellen Titelinhabers, Hon. James Robert Napier (* 1966).